# Francisco Alberti
Francisco José Alberti (Buenos Aires, 1865 - La Plata, 1938) fue un religioso católico argentino, último obispo y primer arzobispo de La Plata entre 1921 y 1938.

## Biografía
Ingresó en el Seminario Conciliar de Buenos Aires a los dieciséis años, ordenándose como presbítero en 1890. Tras desempeñarse como capellán en una colegio, en 1892 fue nombrado párroco de San Isidro, cuya sede parroquial edificó. El 9 de abril de 1899 fue nombrado obispo de Siunia y obispo auxiliar de la ciudad de La Plata. Tenía 34 años y 12 días; hasta la fecha, es el obispo más joven de la historia de la Argentina.
Tras el fallecimiento del obispo Juan Nepomuceno Terrero, ocurrida en febrero de 1921, fue propuesto para el cargo de obispo titular de La Plata por el presidente Hipólito Yrigoyen; fue ordenado obispo de La Plata el 12 de octubre de 1921 por Benedicto XV.
Su principal acción estuvo puesta en la erección del Seminario Metropolitano de La Plata. En 1933 fue nombrado Asistente al Solio Pontificio, y al año siguiente, al ser creada la Arquidiócesis de La Plata, fue promovido al rango de arzobispo.
Falleció en ejercicio de su cargo en junio de 1938, tras una larga enfermedad. Sus restos descansan en la capilla del Seminario de La Plata.